# Gattinara

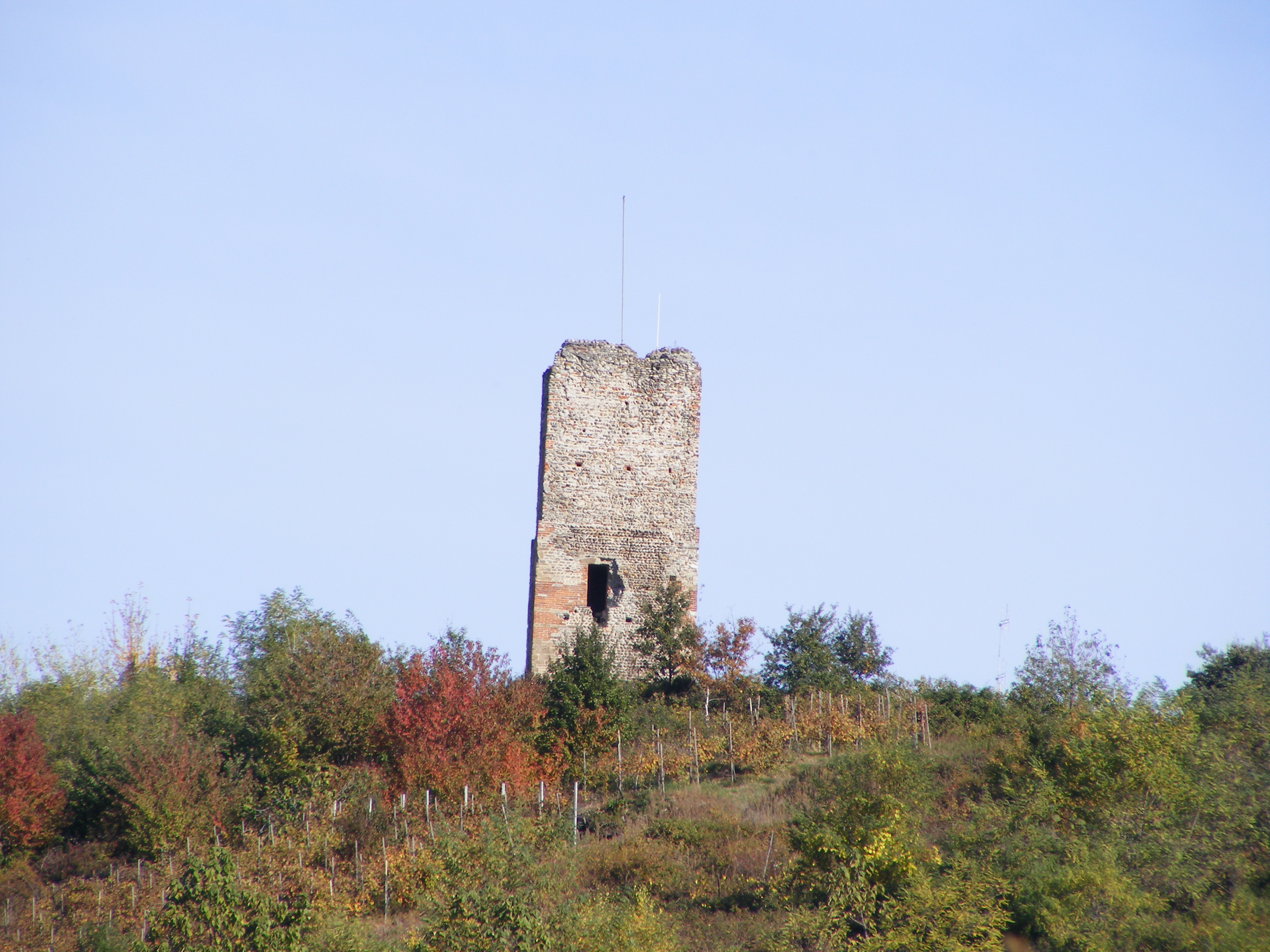
Torre delle Castelle.

Gattinara (en dialecto piamontés: Gatinèra) es una localidad y comune italiana de la provincia de Vercelli, región de Piamonte, con 8.506 habitantes.

## Historia
Ciudad fundada en época romana con el nombre Catuli Ara romana, en la cual son bien visibles en la planificación urbanística el Decumano y el Cardo (calle); Borgo Franco desde el 1243.

## Vino de Gattinara
En Gattinara se produce un excelente vino con Denominación de Origen. La Fiesta de la Uva es el momento anual más importante de la ciudad y corresponde al periodo de vendimia en el mes de septiembre donde en toda la ciudad surgen tabernas que ofrecen excelentes platos locales acompañadnos con vino Gattinara.

## Evolución demográfica
| Gráfica de evolución demográfica de Gattinara entre 1861 y 2011 |
|                                                                 |
| Fuente ISTAT - elaboración gráfica de Wikipedia                 |

## Personajes célebres de Gattinara
- Mercurino Arborio de Gattinara (1465–1530), fue consejero del rey de España, archiduque de Austria y emperador del Sacro Imperio Romano Germánico Carlos I desde el 1517 hasta su muerte, marqués de Gattinara, político y abogado.
- Roberto Drovandi, Bajista del grupo pop-rock italiano Stadio, naciò en Gattinara.